# Pycreus fugax
Pycreus fugax là loài thực vật có hoa trong họ Cói. Loài này được (Liebm.) C.D.Adams miêu tả khoa học đầu tiên năm 1991.